# Gemeiner Fuchshai
Der Gemeine Fuchshai (Alopias vulpinus), auch als Drescher(-hai) bekannt, ist eine Art der Makrelenhaiartigen (Lamniformes) mit einer maximalen Körperlänge von über sechs Metern. Dieser Hai fällt vor allem durch den sehr langen oberen Teil der Schwanzflosse auf und ist weltweit in den küstennahen Bereichen gemäßigter bis tropischer Meere anzutreffen. Die vergrößerte Schwanzflosse nutzt der Hai vor allem für die Jagd, indem er mit ihr auf seine Beute einschlägt.

## Merkmale
Der Gemeine Fuchshai erreicht eine Körperlänge von durchschnittlich drei bis vier Metern und kann mehr als sechs Meter lang werden. Der aktuell größte gefangene Fuchshai hatte eine Länge von 7,60 Meter; das bislang größte Gewicht lag bei 340 Kilogramm.
Besonders auffällig ist die außergewöhnlich große Schwanzflosse mit der kräftigen Schwanzwurzel. Dabei ist der obere Teil der Schwanzflosse (oberer Lobus) fast so lang wie der restliche Körper des Hais, während der untere Teil im Vergleich zu anderen Haiarten nicht vergrößert ist. Wie alle Makrelenhaiartigen besitzt auch dieser Hai zwei Rückenflossen, von denen die erste ebenso wie die sichelförmigen Brustflossen sehr groß ist, während die zweite wie die Analflosse sehr klein und daher nur undeutlich erkennbar ist. Die erste Rückenflosse setzt hinter dem hinteren freien Ende der Brustflossen an. Die Männchen haben lange, spitze Klaspern.

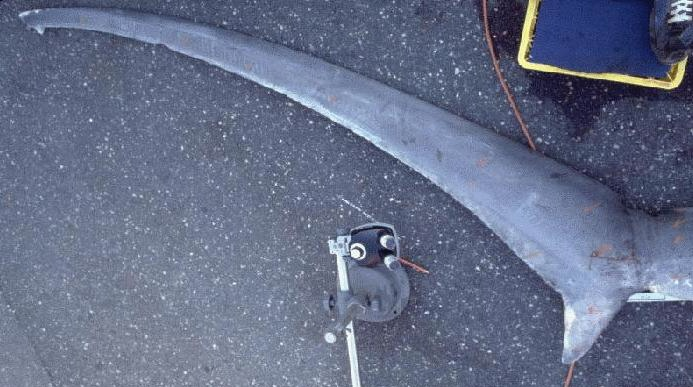
Der Schwanz besitzt einen ausgeprägten oberen und einen sehr viel kleineren unteren Lobus.

Auf der Oberseite ist die Art dunkel, grauschwarz, bläulich oder grünlich gefärbt, die Körperseiten sind silbrig oder kupfrig und grau-schwarz. Auf der Bauchseite ist die Färbung heller bis weiß. Im Bereich der Schwanzwurzel und unterhalb der Bauchflossen reicht die dunkle Flankenfärbung bis zur Bauchseite und löst sich hier in ein unregelmäßiges Muster aus Flecken und Punkten auf. Auch die Unterseite der Brustflossen weist große dunkle Flecken auf, besitzt jedoch im Bereich des Ansatzes einen großen, V-förmigen weißen Bereich. Dieser unterscheidet ihn gemeinsam mit den spitzen Brustflossenenden und dem etwas breiteren Kopf vom Pazifischen Fuchshai (Alopias pelagicus).
Die Augen, die keine Nickhäute besitzen, sitzen seitlich am Kopf und sind sehr groß, reichen jedoch nicht wie bei dem verwandten Großaugen-Fuchshai (Alopias superciliosus) bis auf die Kopfoberseite. Dieser besitzt zudem beiderseits des Kopfes V-förmige Furchen (von oben betrachtet), eine längere Schnauze und weniger Zähne.
Die Schnauze ist konisch geformt, und die Labialfalten beiderseits des verhältnismäßig kleinen Mauls sind nur kurz. Die Zähne des Ober- und Unterkiefers sind spitz und gebogen. Sie haben nur eine Spitze und besitzen fein gesägte Kanten. Die Haie haben beiderseits im Oberkiefer jeweils 19 bis 26 und im Unterkiefer 21 bis 24 Zähne. Der Hai besitzt ein sehr kleines Saugloch und fünf Kiemenspalten, wobei die 4. und 5. Kiemenspalte über dem Ansatz der Brustflosse sitzen. Die mit horizontal ausgerichteten Schneiden ausgestatteten Placoidschuppen stehen eng beieinander und überlappen einander teilweise; mit einer Größe von 0,2 × 0,21 mm sind sie sehr klein.

## Verbreitung

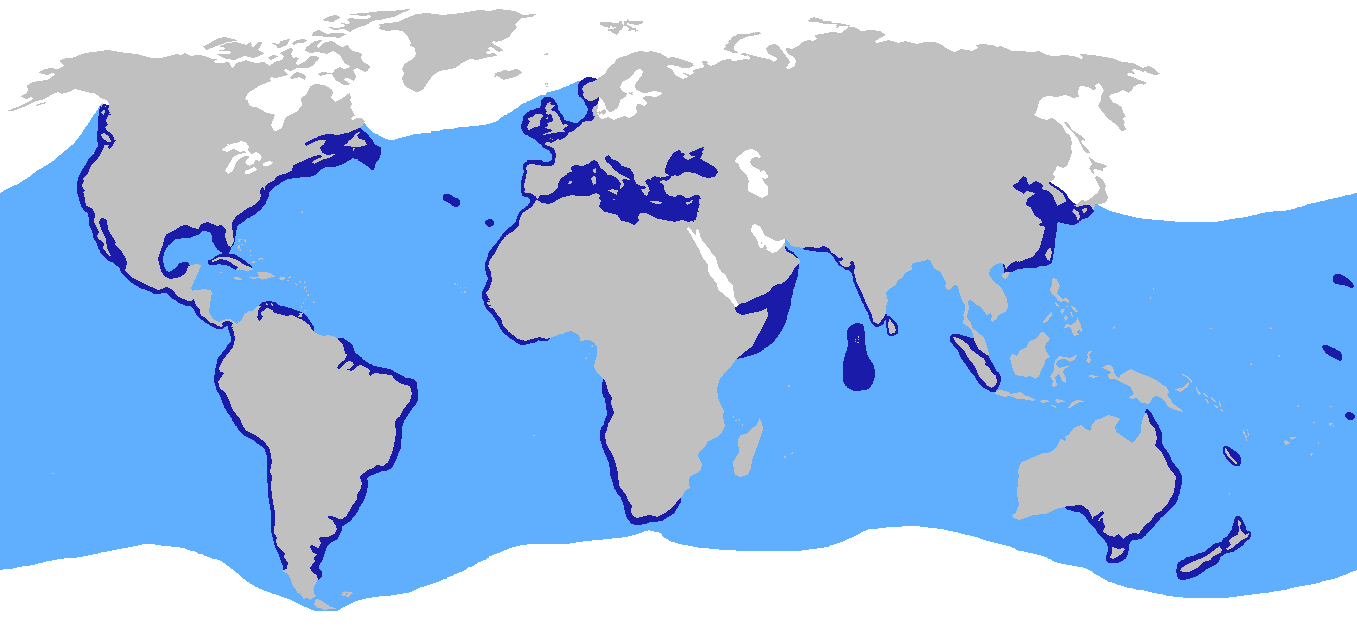
Verbreitungsgebiet des Gemeinen Fuchshais

Der Gemeine Fuchshai lebt nahezu weltweit küstennah und pelagisch in Tiefen bis über 350 Metern in tropischen, subtropischen und gemäßigten Breiten des Atlantiks, des Indischen Ozeans und des Pazifiks. Im West-Atlantik reicht sein Verbreitungsgebiet von Neufundland bis in die Karibik um Kuba und von dort weiter nach Süden bis zum südlichen Brasilien und Argentinien; im Ostatlantik ist er von Norwegen und den Britischen Inseln über die gesamte europäische Atlantikküste einschließlich des Mittelmeeres bis Ghana und zur Elfenbeinküste anzutreffen. Das indo-pazifische Verbreitungsgebiet reicht von Südafrika über die gesamte ostafrikanische Küste einschließlich Madagaskars bis zur Arabischen Halbinsel und zum Golf von Aden und von dort über die Küsten von Pakistan, Indien, Sri Lanka, China, Südostasien mit Indonesien und den Philippinen, Japan und Korea bis nach Australien, Neuseeland und in die umgebende Inselwelt (Ozeanien). An der amerikanischen Pazifikküste ist er von der Küste von British Columbia bis Baja California und von dort über Mittelamerika bis nach Chile anzutreffen.
Im Mittelmeer handelt es sich um eine häufige Art, die in allen Bereichen anzutreffen ist und die vor allem im Golfe du Lion und vor den spanischen Küsten auch regelmäßig Jungtiere zur Welt bringt. Die Fuchshaie der europäischen Küsten wandern im Sommer nach Norden und kommen so bis in die Nordsee und in den Skagerrak, selten ist er dadurch auch in der Ostsee anzutreffen.

## Verhalten
Der Fuchshai ist ein aktiver und schneller Schwimmer, der wie andere Haie eine gegenüber dem Meerwasser leicht erhöhte Körpertemperatur aufweist (Pseudowarmblüter). Er lebt als Einzelgänger oder in kleinen, teilweise gleichgeschlechtlichen Gruppen. Bekannt ist er zudem für meterhohe Sprünge aus dem Wasser. Ausgewachsene Fuchshaie können Beutetiere des Großen Schwertwals (Orcinus orca) sein, wie Beobachtungen aus Neuseeland belegen.

### Ernährung
Der Hai ernährt sich vor allem von kleinen bis mittelgroßen Knochenfischen, die etwa 97 % seiner Nahrung ausmachen. Dabei handelt es sich vor allem um kleine bis mittelgroße Schwarmfische wie Menharden, Heringe, Makrelen, Makrelenhechte, Butterfische, Sardinen und Sandaale. Seltener jagen sie auch Bonitos und andere größere Fische, Kopffüßer, Krebstiere und sehr selten Seevögel. Die Haie zeigen saisonale Wanderungen entlang der Küsten, wobei sie ihren Nahrungsschwärmen folgen.

Heringsschwarm. Schwarmfische stellen die Hauptnahrung des Gemeinen Fuchshais dar.

Zur Jagd umkreist der Hai Fischschwärme und nutzt seine sehr lange Schwanzflosse zur Jagd, indem er mit dem oberen Lobus kräftig in die Fischschwärme schlägt und dabei Einzelfische tötet oder betäubt, die er dann frisst. Von dieser Jagdmethode leitet sich auch der Name „Drescherhai“ (engl. „Thresher Shark“) ab: er drischt mit seinem Schwanz auf seine Beute ein wie mit einem Dreschflegel. Am 14. April 1923 konnte der Ozeanograph W. E. Allen einen etwa zwei Meter langen Fuchshai bei der Verfolgung eines Fisches (wahrscheinlich Atherinopsis californiensis) beobachten. Der Hai überholte den Fisch und schwang seinen Schwanz aus dem Wasser wie eine Peitsche, womit er den Fisch schwer verletzte. Dieses Verhalten können die Haie sowohl als Einzeltiere wie auch gemeinsam mit Artgenossen zeigen, auch die Jagd auf Seevögel mit Schwanzschlägen wurde bereits beobachtet. So behauptete der irische Ichthyologe Harry Blake-Knox im Winter 1865, dass er einen Fuchshai in der Dublin Bay beobachten konnte, wie er einen Eistaucher (Gavia immer) mit seinem Schwanz schlug und danach verschluckte. Blake-Knox' Beobachtung wurde in der Folge von Experten mehrfach angezweifelt, da ihrer Meinung nach der Schwanz nicht muskulös genug für einen solchen Schlag ist.
Aufgrund ihrer Jagdtechnik werden Fuchshaie häufig Opfer der Langleinenfischerei: Sie bleiben mit ihrem Schwanz an den Haken hängen, weil sie nach gefangenen Fischen als potenzieller Beute schlagen.

### Fortpflanzung und Entwicklung

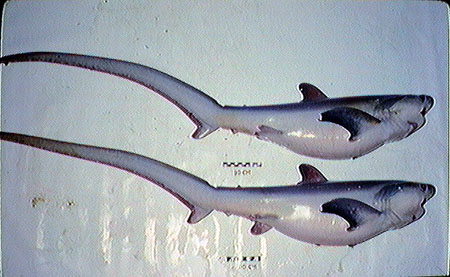
Föten des Gemeinen Fuchshais

Fuchshaie sind wie andere Makrelenhaie lebendgebärend (aplazental vivipar). Die Paarungszeit liegt in der Regel im Juli und August (Kalifornien), und die Geburt findet nach einer Tragzeit von neun Monaten von März bis Juni (Kalifornien), im Sommer (Sizilien und Adria) oder zwischen Januar und Mai (nordwestlicher Indischer Ozean) des Folgejahres statt. Die Weibchen tragen ein bis sechs, durchschnittlich vier, Jungtiere, die sich im Mutterleib von unbefruchteten Eiern ernähren (Oophagie).
Bei der Geburt sind sie bereits 1,1 bis 1,6 Meter lang und 5 bis 6 kg schwer. Sie wachsen als Jungtiere um etwa 50 und als ausgewachsene Tiere etwa 10 Zentimeter pro Jahr. Die Geschlechtsreife erreichen die Tiere regional bei unterschiedlicher Länge; die Männchen sind weltweit mit einer Länge zwischen 2,6 und 3,4 Meter bei einem Alter von drei bis sieben Jahren geschlechtsreif, die Weibchen um Australien mit einer Länge von 3,5 bis 4 Meter, im Indischen Ozean bereits zu 80 Prozent mit 2,7 bis 3,3 Metern und vor Kalifornien mit 2,6 bis 3,2 Metern. Die maximale Lebensdauer beträgt 15 bis 19 Jahre.

## Systematik
Der Gemeine Fuchshai wurde erstmals 1788 von Pierre Joseph Bonnaterre auf der Basis eines Individuums aus dem Mittelmeer als Squalus vulpinus beschrieben. Die erste Einordnung in die heutige Gattung Alopias erfolgte als Alopias macrourus im Jahr 1810 durch Constantine S. Rafinesque-Schmaltz (Rafinesque). Aufgrund der Internationalen Regeln für die Zoologische Nomenklatur (ICZN) ist die gültige Bezeichnung des Hais durch die Erstbeschreibung entsprechend Alopias vulpinus. Eine Reihe von Synonymen tauchte seit der Erstbeschreibung auf und wurde verworfen bzw. mit der bereits beschriebenen Art synonymisiert.
Der Gemeine Fuchshai bildet gemeinsam mit dem Großäugigen und dem Pazifischen Fuchshai die Gattung Alopias, wobei er auf der Basis molekularbiologischer Untersuchungen diesen beiden Arten zusammen als Schwesterart gegenübergestellt wird.
|      | Gemeiner Fuchshai (Alopias vulpinus)                                                                                      |
|      | |
| N.N. | \| \| Pazifischer Fuchshai (Alopias pelagicus) \| \| \| \| \| \| Großäugiger Fuchshai (Alopias superciliosus) \| \| \| \| |
|      | \| \| Pazifischer Fuchshai (Alopias pelagicus) \| \| \| \| \| \| Großäugiger Fuchshai (Alopias superciliosus) \| \| \| \| |
|      | Pazifischer Fuchshai (Alopias pelagicus)                                                                                  |
|      | |
|      | Großäugiger Fuchshai (Alopias superciliosus)                                                                              |
|      | |

|  | Pazifischer Fuchshai (Alopias pelagicus)     |
|  |                                              |
|  | Großäugiger Fuchshai (Alopias superciliosus) |
|  |                                              |

Innerhalb der Art werden keine Unterarten beschrieben, die molekulargenetischen Untersuchungen von Eitner 1995 lassen jedoch auf eine potenzielle neue und bislang noch nicht beschriebene vierte Fuchshaiart schließen, deren Angehörige aktuell noch dem Gemeinen Fuchshai zugeordnet werden.

## Etymologie
Im Griechischen ist ἀλώπηξ (Alopex) der Fuchs; das Wort «alopias» als solches existiert zwar nicht, jedoch wird im Deipnosophistai von Athenaios ein Fisch mit dem Namen ἀλωπέκιας (Alopekias) als eine Hai-Art aufgeführt, dieser soll seinen Namen erhalten haben, weil sein Fleisch dem von Füchsen im Geschmack ähnlich sei. Das Artepitheton vulpinus stammt aus dem Lateinischen und bedeutet „fuchsartig“ (abgeleitet von vulpes, Fuchs).

## Fuchshaie und der Mensch
Fuchshaie gelten trotz ihrer Größe allgemein als ungefährlich. Einzelne Angriffe auf Boote wurden allerdings bekannt; in den Shark Attack Files sind vier Bootsangriffe durch Alopias-Arten, wahrscheinlich den Gemeinen Fuchshai, verzeichnet. Taucher werden in der Regel mit großem Abstand umkreist, Angriffe sind nicht bekannt.

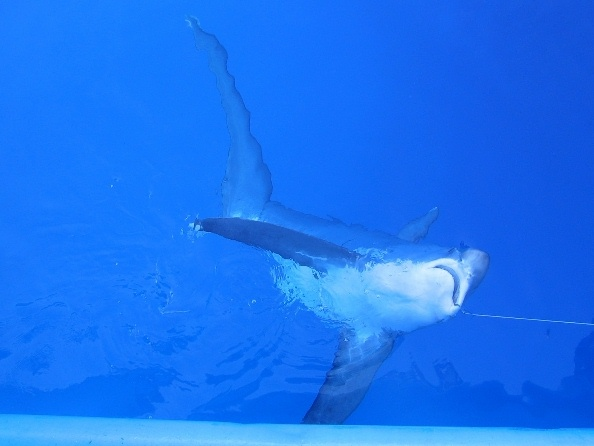
Gemeiner Fuchshai an einer Angelleine

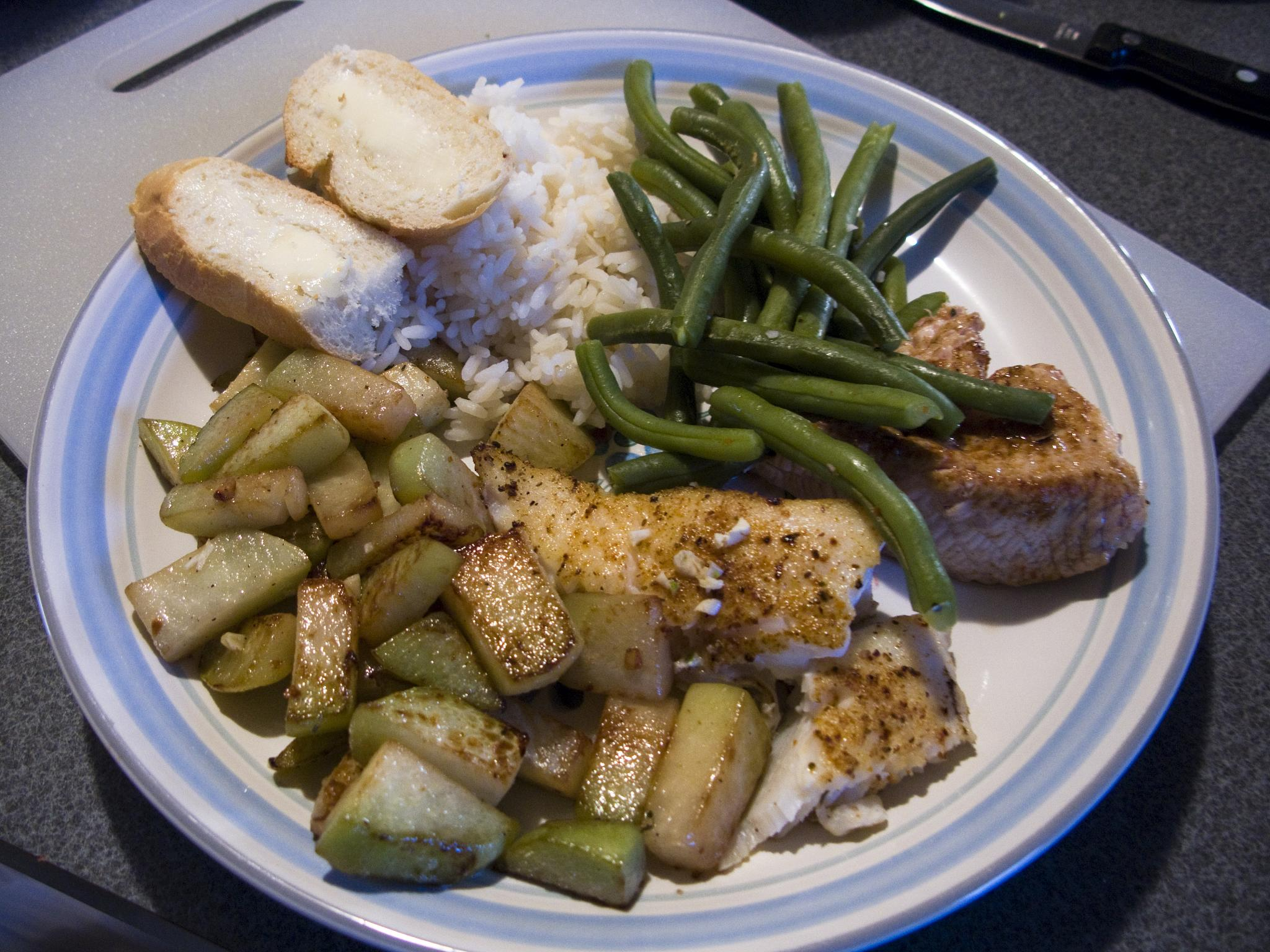
Fischgericht mit Fuchshai und Heilbutt

Der Gemeine Fuchshai ist in der Sportfischerei beliebt, da er dem Angler einen „harten Kampf“ mit Sprüngen aus dem Wasser bietet. Die Hauptbedrohung stellt allerdings die kommerzielle Fischerei dar, für die er in vielen Regionen eine wichtige Speisefischart und zugleich eine häufige Art im Beifang der Treibnetzfischerei darstellt. Das Fleisch wird als hochwertiges Frischfleisch oder getrocknet und gesalzen verkauft und konsumiert. Die großen Flossen werden zudem als Zutaten für Haifischflossensuppe genutzt, die Haut kann zu Haileder verarbeitet werden, und das Öl der Leber stellt eine wertvolle Vitaminquelle dar. Vor Kalifornien und in anderen Gebieten des Pazifischen und Indischen Ozeans wird die Art teilweise sehr stark überfischt. Die Population vor Kalifornien hat durch den Fischereidruck über die letzten drei Generationen um mehr als 50 % abgenommen.
Eine Einordnung in die Rote Liste der IUCN erfolgte 2000, allerdings nur in der Rubrik „data deficient“, da die Datenlage in vielen Regionen der Welt sehr lückenhaft ist. 2007/2008 gab die IUCN bekannt, dass der Gemeine Fuchshai auf der Basis einer Untersuchung der IUCN SSC Shark Specialist Group (SSG) zu pelagischen Hai- und Rochenarten gemeinsam mit den beiden anderen Fuchshaiarten in die Kategorie „gefährdet“ („vulnerable“) eingestuft wird.